# Arend Friedrich August Wiegmann
Arend Friedrich August Wiegmann (Braunschweig, 2 giugno 1802 – Berlino, 15 gennaio 1841) è stato uno zoologo tedesco.
Figlio del farmacista e botanico Arend Friedrich Wiegmann, studiò medicina e filologia all'università di Lipsia e diventò in seguito un assistente di Martin Lichtenstein a Berlino. Nel 1828 divenne professore a Colonia, e due anni dopo fu professore straordinario alla Humboldt-Universität zu Berlin.
Si specializzò negli studi di erpetologia, mammologia e carcinologia. Nel 1835 fondò, insieme ad altri studiosi, il periodico Archiv für Naturgeschichte (in italiano Archivio per la storia naturale) di argomento zoologico, conosciuto anche come Archivi di Wiegmann.
Insieme a Johann Friedrich Ruthe scrisse un manuale di zoologia chiamato Handbuch der Zoologie, mentre nel 1835 pubblicò Herpetologia Mexicana, un volume monografico sui rettili del Messico.
Morì nel 1841 a Berlino di tubercolosi. Suo figlio, Carl Arend Wiegmann svolse i suoi studi nello stesso campo del padre.

## Specie dal nome Wiegmann
I nomi scientifici di tre specie di rettili ricordano Wiegmann:
- Liolaemus wiegmannii (AMC Dumeril & Bibron, 1837)

- Otocryptis wiegmanni Wagler, 1830

- Trogonophis wiegmanni Kaup, 1830

| Wiegmann è l'abbreviazione standard utilizzata per le specie animali descritte da Arend Friedrich August Wiegmann. Categoria:Taxa classificati da Arend Friedrich August Wiegmann |